# Algoritmo Hilltop
L'algoritmo Hilltop è un algoritmo utilizzato per trovare documenti e risultati di ricerca rilevanti, basandosi sulle parole chiave di un particolare argomento e sulla base dell'autorevolezza delle risorse.
È stato creato da Krishna Bharat mentre era al Compaq Systems Research Center e da George A. Mihăilă dell'Università di Toronto.
L'algoritmo è stato acquisito da Google nel febbraio 2003: inserendo una query o una parola chiave nel motore di ricerca di Google, l'algoritmo Hilltop aiuta a trovare parole chiave pertinenti i cui risultati sono più informativi rispetto alla ricerca originaria.

## Come funziona
L'algoritmo opera su un indice speciale di "documenti esperti", ovvero pagine che riguardano un argomento specifico e che hanno collegamenti a molte altre pagine non affiliate sullo stesso argomento.
I risultati sono classificati in base alla corrispondenza tra la query e il testo descrittivo pertinente per i collegamenti ipertestuali che puntano a una determinata pagina di risultati. I siti web che hanno dei backlink da molte delle migliori "pagine esperte" sono classificati come "autorità" e sono classificati in una buona posizione.
Fondamentalmente, l'algoritmo esamina il rapporto tra le pagine "esperte" e "autorità": un "esperto" è una pagina che collega molti altri documenti pertinenti; una "autorità" è una pagina che ha collegamenti che puntano ad esso dalle pagine "esperte".
Il motore di ricerca di Google trova le pagine "esperte" e, quindi, le pagine a cui si collegano per posizionarli in una classifica. Ad esempio, pagine su siti come Yahoo!, DMOZ, siti di università e di biblioteche sono generalmente considerati "esperti".